# 长期信用银行法
长期信用银行法（長期信用銀行法，ちょうきしんようぎんこうほう）是日本战后为组建和管理长期信用银行而合订的法律，简称“长银法”（長銀法）。

## 概括
战后，盟军废除了旧特殊银行制度，让一般银行来接受所有贷款业务。但是为了维持日本经济的高速发展，1952年12月，长期信用银行法正式发布执行。1952年12月，日本兴业银行从普通银行正式转变成为了长期信用银行，随即日本长期信用银行也宣布成立，1957年，日本不动产银行（1977年改名为日本债券信用银行）成立。随着1990年代日本泡沫经济的崩溃，长银和日债银分别宣布破产，随后被国有化售给私人投资机构成为了新生银行和青空银行（あおぞら銀行）。兴业银行被瑞穗金融集團（みずほグループ）合并进了富士银行。2004年4月，新生银行正式成为了普通银行。2006年4月，青空银行被转换成了普通银行，所有由长期信用银行法产生的银行全部宣告终结。